# گریگوری گیوت
گریگوری گیوت (انگلیسی: Gregory Guillot) ژنرال نیروی هوایی ایالات متحده آمریکا است، که از فوریه ۲۰۲۴ به‌عنوان فرمانده شمالی ایالات متحده آمریکا فعالیت می‌کند و با حفظ سمت، فرماندهی دفاع هوافضای آمریکای شمالی را نیز برعهده دارد.
گیوت فعالیت نظامی را از سال ۱۹۸۹ در نیروی هوایی آمریکا آغاز کرد، از ۲۰۱۲ تا ۲۰۱۳ فرمانده بال ۵۵۲ کنترل هوایی بود، از ۲۰۱۳ تا ۲۰۱۵ فرماندهی بال ۵۵ هوایی را برعهده داشت و از ۲۰۱۵ تا ۲۰۱۶ به‌عنوان مدیر برنامه‌ها، الزامات و طرح‌های استراتژیک نیروهای هوایی اقیانوس آرام فعالیت می‌کرد. 
وی در فاصله سال‌های ۲۰۱۶ تا ۲۰۱۸ ریاست ستاد نیروهای هوایی اقیانوس آرام را برعهده داشت، از ۲۰۱۸ تا ۲۰۱۹ جانشین فرمانده نیروی هوایی نهم بود، از ۲۰۱۹ تا ۲۰۲۰ به‌عنوان مدیر عملیات فرماندهی شمالی ایالات متحده آمریکا فعالیت می‌کرد و از ۲۰۲۲ تا ۲۰۲۴ جانشینی فرماندهی مرکزی ایالات متحده آمریکا را برعهده داشت.